# اداره کار و صنایع ایالت واشینگتن
اداره کار و صنایع ایالت واشینگتن (انگلیسی: Washington State Department of Labor and Industries) یکی از ارگان‌های ایالت واشینگتن است که مسیولیت امورات کار و صنایع این ایالت را به عهده دارد.